# Герб Засупоївки
Герб Засупо́ївки — геральдичний символ населених пунктів Богданівської сільської ради Яготинського району Київської області (Україна): Засупоївки, Григорівки і Федорівки. Герб затверджений сесією сільської ради (автор — О. Желіба).

## Опис
У золотому полі синій пояс, обтяжений двома срібними карасями, що пливуть один одному на зустріч, у верхній половині — три зелені дубові листочки, у нижній половині — зелений колос пшениці.
Щит накладено на бароковий картуш, що увінчаний золотою хлібною короною.
Допускається використання герба без картуша та корони.
Допускається використання герба з додаванням вінка з оберемків качалок рогози обабіч щита та двох кетягів калини знизу, що перевиті синьою стрічкою з написом золотими літерами «ЗАСУПОЇВКА».

## Трактування
- синій пояс із срібними карасями — символ р. Супою, на якій стоїть село;
- дубові листки — символ лісу, який був коло села Рокитне, символ мужності сільчан у справі захисту Батьківщини, натяк на ліс, коло якого було засноване село;
- картуш — декоративна прикраса, що виконана в стилі козацького бароко; згадка про те, що село було засноване саме в козацькі часи;
- золота хлібно корона, колосок — символ місцевого самоврядування й достатку мешканців села, хліборобської праці Засупоївчан.
- оберемки рогози — втілення приводойменної рослинності, на яку багатий засупоївський регіон, натяк на першу назву села — Рокитне;
- кетяги калини — символ краси, кохання, дівоцтва, рідного краю;
- синя стрічка — символ р. Супій.